# الاعتلال العصبي الحسي الذاتي الوراثي من النوع الأول
الاعتلال العصبي الحسي الذاتي الوراثي من النوع الأول أو الاعتلال العصبي الحسي الوراثي من النوع 1 هو مجموعة من الأمراض العصبية الوراثية المنتقلة بصفة وراثية جسمية سائدة التي تصيب الجهاز العصبي المحيطي وعلى وجه التحديد الوظائف الحسية والذاتية. تتمثل السمة المميزة لهذا الاعتلال في الفقدان الملحوظ للإحساس بالحرارة والألم في الأجزاء القاصية من الطرفين السفليين. تتظاهر الاضطرابات الذاتية، في حال تطورها، على شكل شذوذات في التعرق.
تتراوح بداية المرض بين فترة المراهقة وسن البلوغ. نظرًا إلى افتقار المصابين القدرة على الشعور بالألم، لا يدركون على الفور وجود الجروح أو النفطات البسيطة في المناطق عديمة الإحساس بالألم ما يزيد من فرصة تفاقمها إلى تقرحات عميقة واسعة النطاق في القدم. بمجرد تطور العدوى في هذه المناطق، تبدأ المضاعفات التي تضم الالتهاب والتدمير المترقي للعظام الموجودة أسفل الجلد في الظهور ما قد ينتهي ببتر المنطقة المحيطة.
يُعد النوع I الأكثر شيوعًا بين الأنواع الخمسة للاعتلال العصبي الحسي الذاتي الوراثي. باعتباره مجموعة من الأمراض متغايرة المنشأ، يمكن تقسيم الاعتلال العصبي الحسي الذاتي الوراثي من النوع I إلى خمسة أنواع فرعية من «إيه» إلى «إي». نجحت الأبحاث في تحديد غالبية الجينات ذات الصلة بهذه الأمراض. مع ذلك، ما يزال المسار الجزيئي المؤدي إلى تظاهرات هذه الأمراض غير مفهوم تمامًا. نتيجة لذلك، تظل الأهداف المحتملة للتدخلات العلاجية مجهولة. علاوة على ذلك، لا توجد علاجات جينية متوفرة لهؤلاء المرضى حتى الآن، إذ تُعد الرعاية الداعمة العلاج المتوفر الوحيد لمرضى الاعتلال العصبي الحسي الذاتي الوراثي من النوع I.

## التدبير
لا توجد علاجات جينية متوفرة لهؤلاء المرضى حتى الآن، إذ تُعد الرعاية الداعمة العلاج المتوفر الوحيد لمرضى الاعتلال العصبي الحسي الذاتي الوراثي من النوع I. تُعد المضاعفات التقرحية الجادعة من أهم السمات التشخيصية البارزة وأكثرها خطورة في الاعتلال العصبي الحسي الذاتي الوراثي من النوع I. تحاكي مضاعفات هذا الاعتلال قرحات القدم الناجمة عن الاعتلال العصبي السكري، ما يسمح باستخدام إرشادات العلاج المتوفرة للعناية بالقدم السكرية من أجل تدبير حالات عدوى القدم وتقرحاتها المتطورة في الاعتلال العصبي الحسي الذاتي الوراثي من النوع I، إذ تبدأ إرشادات العلاج هذه بتقديم المشورة المبكرة والدقيقة للمرضى حول عوامل خطر الإصابة بتقرحات القدم. يجب أيضًا تضمين رعاية العظام واستخدام الأحذية ذات المقاسات المناسبة دون أي نقاط ضغط على القدم. في الآونة الأخيرة، وصلت علاجات تقرحات القدم إلى مستوى فعال قادر على السماح للمصابين بتلقي العلاج في العيادات الخارجية. غالبًا ما يميل العلاج المبكر لتقرحات القدم نحو تجنب إحالة المريض إلى المستشفى، وعلى وجه التحديد اللجوء إلى البتر. باختصار، تتمثل مبادئ العلاج في إزالة الضغط عن التقرحات، والقضاء على العدوى واستخدام الأحذية الوقائية المخصصة بعد ذلك.

### الاستشارة الجينية
تُعد الاستشارة الجينية أداة هامة في الوقاية من تطور حالات جديدة عند رغبة أفراد العائلة المعرضين لخطر الإصابة. تستند الاستشارة الجينية الملائمة إلى التشخيص الدقيق. لذلك، يجب على الأطباء السريريين والاستشاريين الجينيين استخدام المضاعفات التقرحية الجادعة باعتبارها المعيار التشخيصي الرئيسي. نظرًا إلى تطور المرض بصفة وراثية جسمية سائدة، يوجد خطر مندلي بنسبة 50% لتطور المرض لدى الأجيال اللاحقة بغض النظر عن الجنس. من الممكن أيضًا الخضوع لاختبار ما قبل الولادة بالنسبة لحالات الحمل المعرضة لخطر الإصابة في حال تحديد الطفرة المسببة للمرض لدى العائلة. تُعد الاختبارات التنبئية مفيدة بدورها بالنسبة للأفراد اليافعين من أجل تجنب المضاعفات الخطرة للمرض.